# Boguszów (Boguszów-Gorce)
Boguszów (niem. Gottesberg) – dzielnica miasta Boguszów-Gorce na Dolnym Śląsku, w latach 1499–1972 samodzielne miasto.

## Historia
Boguszów powstał jako osada górnicza po odkryciu w masywie góry Chełmiec żył rudy srebra i ołowiu w XIV wieku. Odkrywcami złoża i pierwszymi mieszkańcami wsi byli gwarkowie z Saksonii. Osada pierwszy raz wymieniana w 1392 szybko się rozwijała i już w 1499 z rąk czeskiego króla Władysława II Jagiellończyka otrzymała prawa miejskie i liczne przywileje górnicze. W roku 1613 śląski regionalista i historyk Mikołaj Henel z Prudnika wymienił miejscowość w swoim dziele o geografii Śląska pt. Silesiographia podając jej łacińskie nazwy: Gotsbergum, Gotzbergum, Holibergiorum.
Przez całą swoją historię głównym źródłem bogactwa miasta było górnictwo. Oprócz eksploatacji złóż rud sztolniami lokowanymi w stoku Chełmca, od 1529 działała też kopalnia głębinowa, a jej szyb znalazł się na środku rynku miejskiego. Miasto początkowo było własnością władz państwowych, a następnie sprzedawano je właścicielom prywatnym, by w końcu trafić w ręce właścicieli Książa – rodziny Hochberg (górna część miasta) i Czetryców (część dolna). W 1554 Boguszów został spalony w wielkim pożarze, później doznał zniszczeń w czasie wojny trzydziestoletniej i znów w pożarze 1724. Od XVII oprócz kopalń rozwijały się też intensywnie zakłady włókiennicze i tekstylne, a w 1701 otwarto duży browar. W 1710 Hochbergowie wykupili dolną część miasta, a popierając manufaktury tkackie wpłynęli na ożywienie gospodarki. W 1724 wielki pożar zdziesiątkował zabudowę miasta, a w 1741 epidemia sprawiła, że większość mieszkańców zmarła. W 1865 w związku z wyczerpaniem się złóż zamknięto ostatnie kopalnie rud srebra i ołowiu, jednoczenie zaczęły powstawać kopalnie węgla kamiennego. W 1875 wprowadzono w mieście oświetlenie gazowe, na początku XX wieku elektryczność, a w 1922 zakończono kanalizację. Po I wojnie światowej Boguszów stał się modnym kurortem i otworzono tu pierwsze na Dolnym Śląsku kasyno. II wojna światowa nie przyniosła miastu zniszczeń.
W 1945 Boguszów został wcielony do państwa polskiego (początkowo pod nową nazwą Boża Góra, ostatecznie od 1946 jako Boguszów), zaś jego ludność wkrótce wysiedlono do Niemiec i zastąpiono polskimi osadnikami. Zmiany polityczne i społeczne doprowadziły do zaniku znaczenia turystyki w gospodarce miasta, które znów stało się wyłącznie ośrodkiem górniczo-tekstylnym. W 1973 Boguszów połączono w jedno miasto z sąsiednimi miejscowościami: Gorce, Kuźnice Świdnickie i Stary Lesieniec, a nowe miasto uzyskało nazwę Boguszów-Gorce.

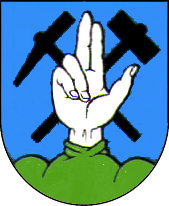
Herb Boguszowa z 1716